# 黃嘉謨 (越南)
黃嘉謨（越南语：／，？—1930年2月16日），越南阮朝官員，1930年擔任永保知縣時被越南國民黨起義者殺死。

## 生平
黃嘉謨是協佐大學士黃孟致之子，祖父爲延茂郡公黃高啟。
1927年，換至靈知縣。1928年改換永保知縣。
1930年，越南國民黨發動安沛起義，黃嘉謨於2月16日被永保古庵村的起義者殺害。作爲報復，法國殖民當局對古庵村進行了轟炸。
死後其職由恭廷惲接任，黃嘉謨被追陞從五品翰林院侍講。